# اندونزی ایرآسیا ایکس
اندونزی ایرآسیا ایکس (به انگلیسی: Indonesia AirAsia X) یک شرکت هواپیمایی با کد یاتا XT است که در تاریخ ۲۰۱۴ میلادی تأسیس شده است. دفتر مرکزی اندونزی ایرآسیا ایکس در جاکارتا، اندونزی واقع شده‌است و قطب این شرکت هواپیمایی در فرودگاه بین‌المللی انگوراه رای قرار دارد و به ۲ مقصد، پرواز مستقیم انجام می‌دهد.